# Liebfrauenring
Der Liebfrauenring ist eine Wohnstraße in Worms und bauliches Zeugnis einer von Karl Hofmann entworfenen, begonnenen, aber nie abgeschlossenen Stadtentwicklung.

## Voraussetzungen
In den beiden letzten Jahrzehnten des 19. Jahrhunderts und der Zeit bis zum Ersten Weltkrieg erlebte Worms einen extremen Wachstumsschub. Erst zu Beginn dieses Zeitraums griff die städtische Bebauung überhaupt in nennenswertem Maß über den Ring der mittelalterlichen, inneren Stadtmauer aus. Das geschah zunächst ohne größere baurechtliche Vorgaben oder Planungen.
Ab 1885 war Karl Hofmann Stadtbaumeister in Worms und versuchte, die Entwicklung mit einer umfangreichen Stadtplanung in den Griff zu bekommen.
Baulich vorhanden war ein Feldweg („Weg vom Rhein“), der an der Innenseite der Ruine der äußeren Stadtmauer vom Rhein kommend (heute: „Nibelungenring“), nördlich der Liebfrauenkirche auf die Mainzer Straße zulief. Südlich des Wegs erstreckten sich die Weingärten, auf denen der Wein für die Liebfrauenmilch wuchs.

## Planung

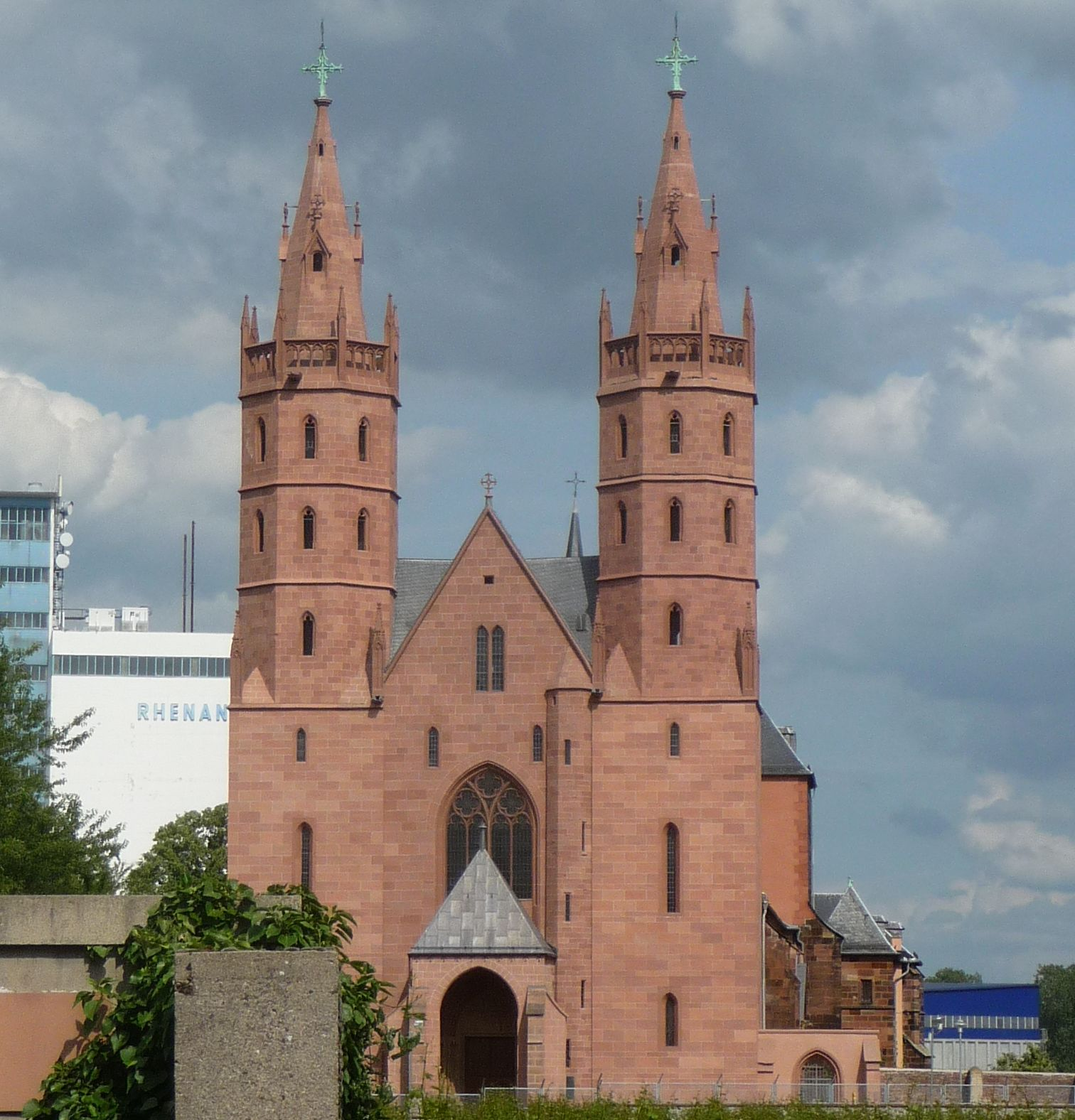
Der von Karl Hofmann angestrebte Blick auf die Liebfrauenkirche

Nach der Hofmann’schen Planung sollte die durch den Feldweg in etwa vorgegebene Verbindung dazu genutzt werden, eine spektakuläre Sichtsachse von der Mainzer Straße – und darüber hinaus – auf die Liebfrauenkirche herzustellen. Diese geplante Straße ist der heutige Liebfrauenring. Dazu sollte
1. eine Allee zwischen Mainzer Straße und etwa der Hälfte der Strecke bis zur Kirche angelegt werden.
2. der Liebfrauenring dort von einer Straße gekreuzt werden, der heutigen Bergardistraße, die bis zur Kapuzinerstraße führen und eine lockere Wohnbebauung erhalten sollte.
3. der Liebfrauenring ab der Kreuzung mit der Bergardistraße bis zur Kirche erheblich aufgeweitet werden, in der Mitte eine Grünanlage erhalten, die links und rechts von Verkehrsfläche begleitet war und außen ebenfalls eine Wohnbebauung erhalten sollte.
4. eine Zahl kleinerer Gebäude, die unmittelbar vor der Westfassade der Liebfrauenkirche standen[4], abgerissen werden.[5]

## Umsetzung

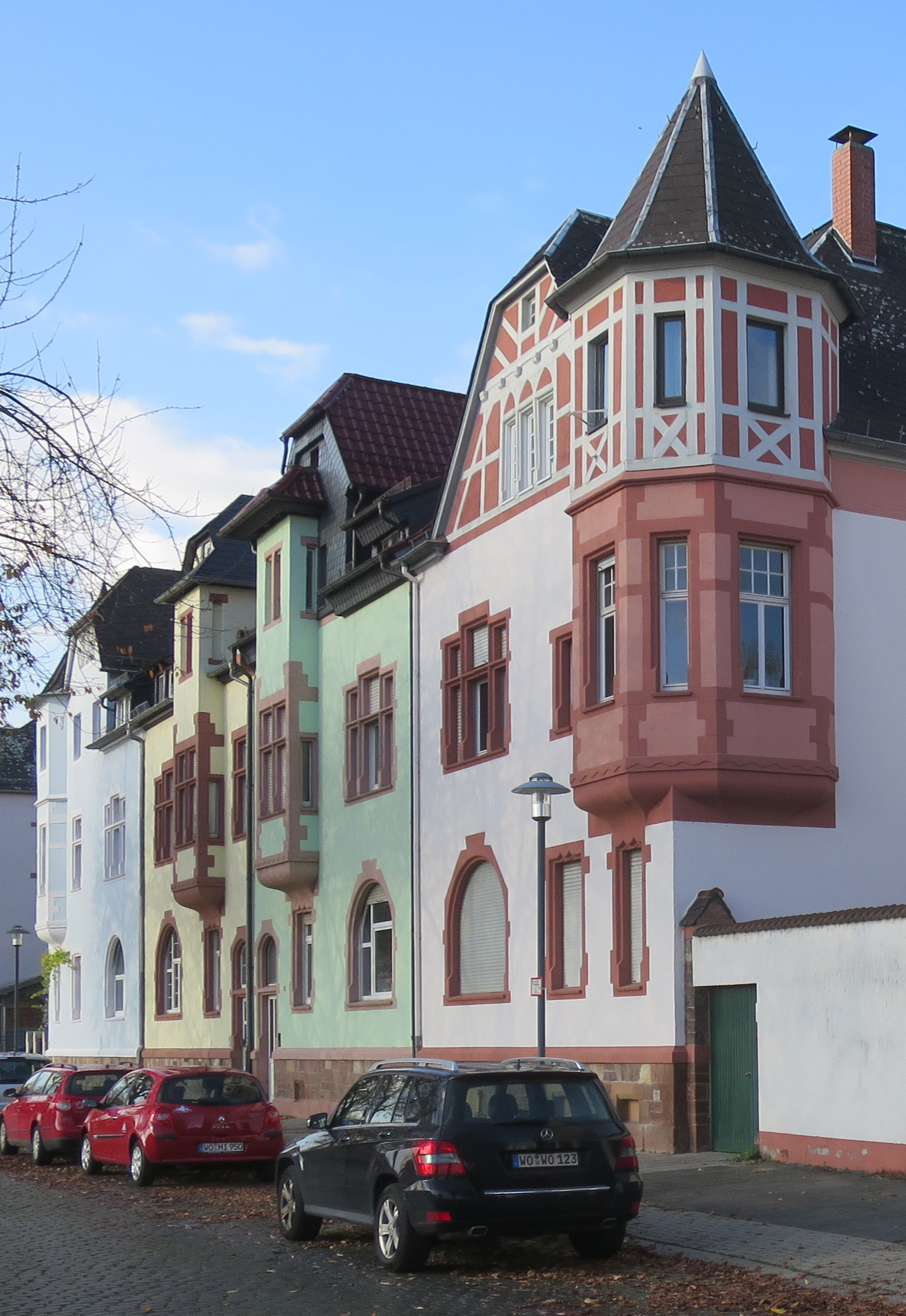
Denkmalzone Liebfrauenring 11–17

Das Vorhaben konnte nur teilweise umgesetzt werden, vor allem die Punkte 1) und 4) und letzteres vor allem, weil die abzureißenden Gebäude in städtischem Eigentum standen. Die übrige Planung scheiterte vor allem an den Eigentümern der Weingärten, allen voran das Weingut Valckenberg, die für die Abgabe von Gelände sehr hohe Preise verlangten, die vermutlich nicht einmal überhöht waren. Außerdem war es der Kernstandort für die „Liebfrauenmilch“ und einige der Eigentümer der Weingärten – darunter Valckenberg – wollten überhaupt nicht verkaufen.
So wurde im östlichen Abschnitt zunächst nur die nördliche Fahrspur des Liebfrauenrings gebaut und deren Nordseite bebaut, weshalb es dort auch nur ungerade Hausnummern gibt. Die übrige Planung konnte nicht umgesetzt werden und 1901 wurde mit einem neuen Bebauungsplan auf die Grünanlage, die südliche Fahrspur und die dort vorgesehene Bebauung verzichtet. Bauliches Zeugnis dieser steckengebliebenen Stadtentwicklung sind die noch heute vorhandenen und sich in den Bordsteinen abbildenden, ins „Nichts“ führenden Anschlüsse der Bergardistraße sowohl im Liebfrauenring als auch in der Kapuzinerstraße.
Das erste Gebäude, das in der Straße errichtet wurde, war das Pfarrhaus der römisch-katholischen Liebfrauen-Gemeinde, Liebfrauenring 21. Es wurde im Jahr 1900 fertiggestellt und ist heute ein Kulturdenkmal. Das Gebäude ist in mehrfacher Hinsicht bemerkenswert: Stilistisch ist es neugotisch gehalten und kommt damit etwa 20 Jahre zu spät. Immerhin gehörte Worms damals zum Großherzogtum Hessen, dessen Landesherr, Großherzog Ernst Ludwig, den Darmstädter Jugendstil förderte. Zum anderen wurde das Gebäude als Doppelhaushälfte errichtet, ohne dass die andere Hälfte je zu Stande kam, so dass es sich Richtung Mainzer Straße zuerst als Brandwand präsentiert denn das Gebäude ist nach Osten auf die Kirche ausgerichtet.
Nur kurz darauf folgte die weitere Bebauung: Zwei Blöcke Reihenhäuser, die der Wormser Bauunternehmer Zucker errichten ließ. Die Häuser Nr. 11–17 waren 1904 bezugsfertig, die Häuser Nr. 3–9 wurden 1907 fertiggestellt. Als einziges Haus auf der Südseite der Straße vor dem Ersten Weltkrieg entstand 1909 die Nr. 4, eine Fabrikanten-Villa.
Von diesen Gebäuden bilden heute das Pfarrhaus und der Liebfrauenring 17 Einzel-Kulturdenkmäler sowie alle auf der Nordseite der Straße vor dem Ersten Weltkrieg errichteten Gebäude eine Denkmalzone.
Nach einer durch den Ersten Weltkrieg verursachten Pause entstand auf einem städtischen Grundstück und von der Stadt errichtet in den 1920er-Jahren noch die Nr. 2 sowie in gleicher Zeit die aufwändig gestaltete Weingarten-Einfriedung des Weingutes Valckenberg.